# برايان جينينغز
برايان جينينغز (بالإنجليزية: Brian Jennings)‏ هو لاعب كرة قدم أمريكية أمريكي، ولد في 14 أكتوبر 1976 في ميسا في الولايات المتحدة.

## وصلات خارجية
- برايان جينينغز على موقع مرجع كرة القدم المحترفة.كوم (الإنجليزية)